# Continental Championship Wrestling
Continental Championship Wrestling (CCW) foi uma promoção independente de wrestling profissional estadunidense, tendo como sedes Knoxville, Tennessee e Dothan, Alabama. Entre 1985 e 1988, a promoção foi administrada por Run Fuller, dando o nome de Continental Wrestling Federation.
Nos anos iniciais, a CCW fez parte da National Wrestling Alliance, como parte da NWA Mid-America.